# فرودگاه دابولیم
فرودگاه دابولیم (به انگلیسی: Dabolim Airport) (به زبان بومی: दाबोळी विमानतळ) یک فرودگاه همگانی و نظامی مسافربری با کد یاتا GOI است که یک باند فرود آسفالت دارد و طول باند آن ۳۴۵۸ متر است. این فرودگاه در شهر گوا کشور هند قرار دارد و در ارتفاع ۵۶ متری از سطح دریا واقع شده‌است.

## شرکت‌های هواپیمایی و مقصدهای پروازی

### مسافری

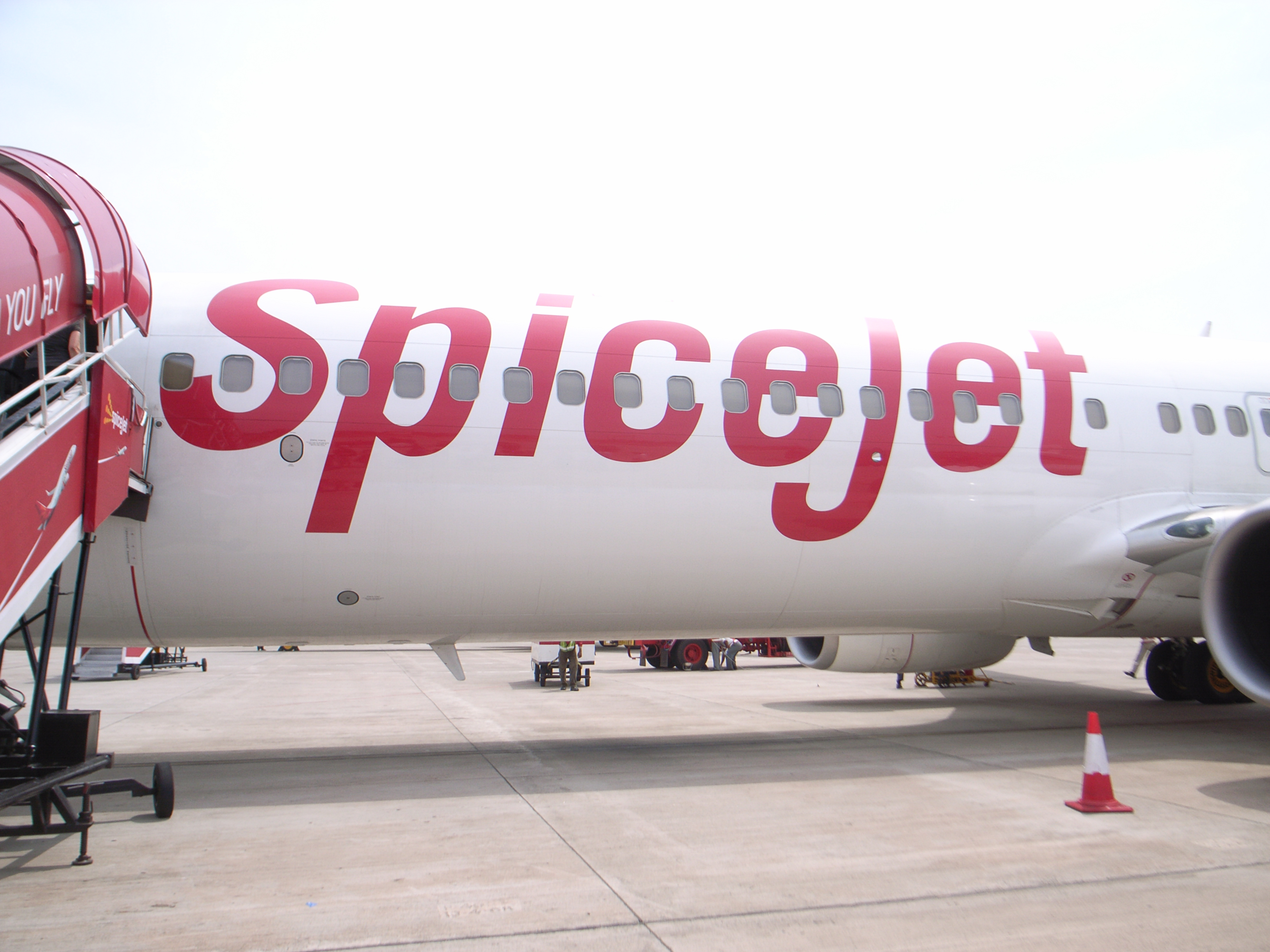
A اسپایس‌جت بوئینگ ۷۳۷ bound for بمبئی

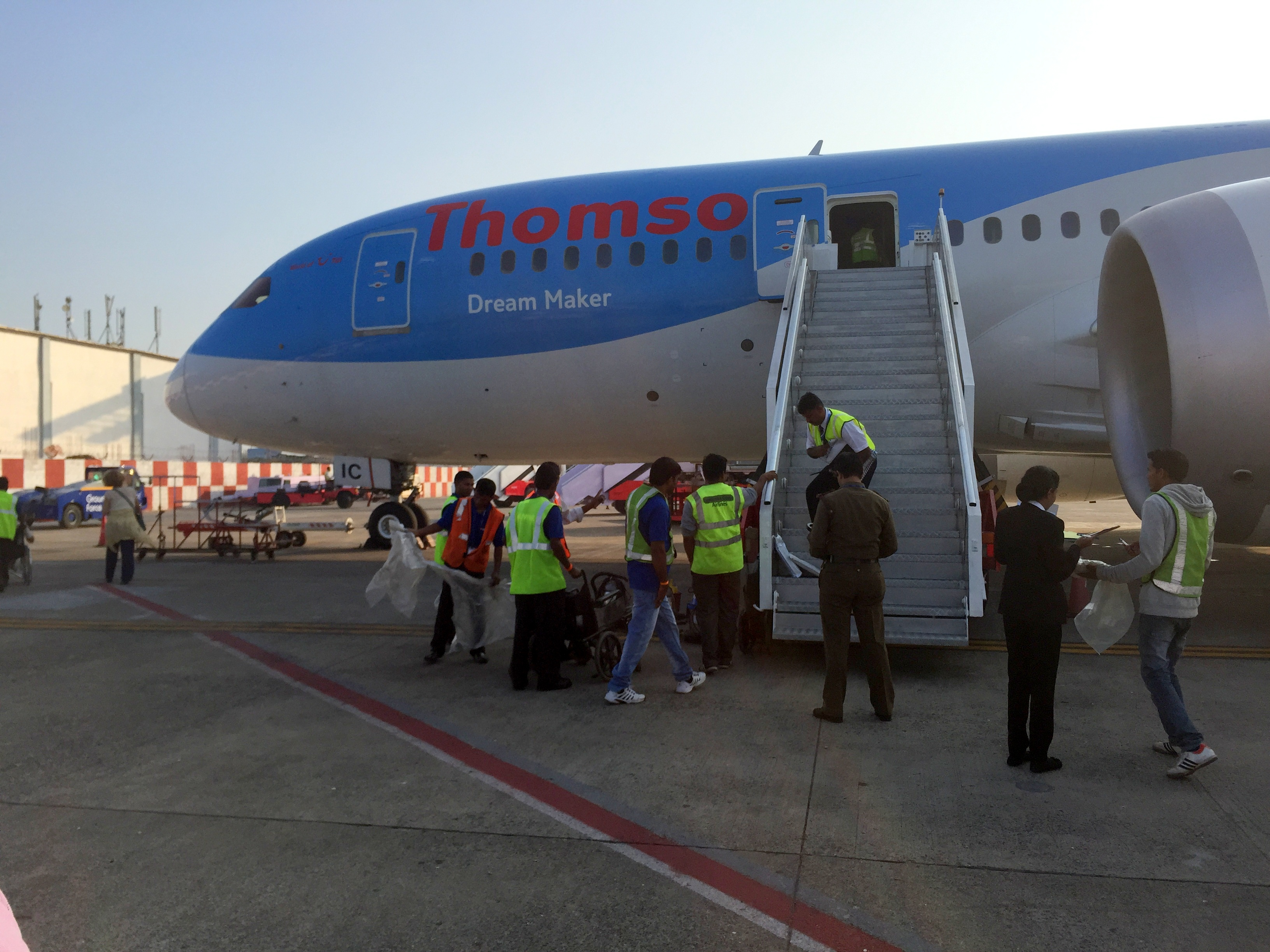
A Thomson Airways بوئینگ ۷۸۷ دریم‌لاینر having arrived from گاتویک

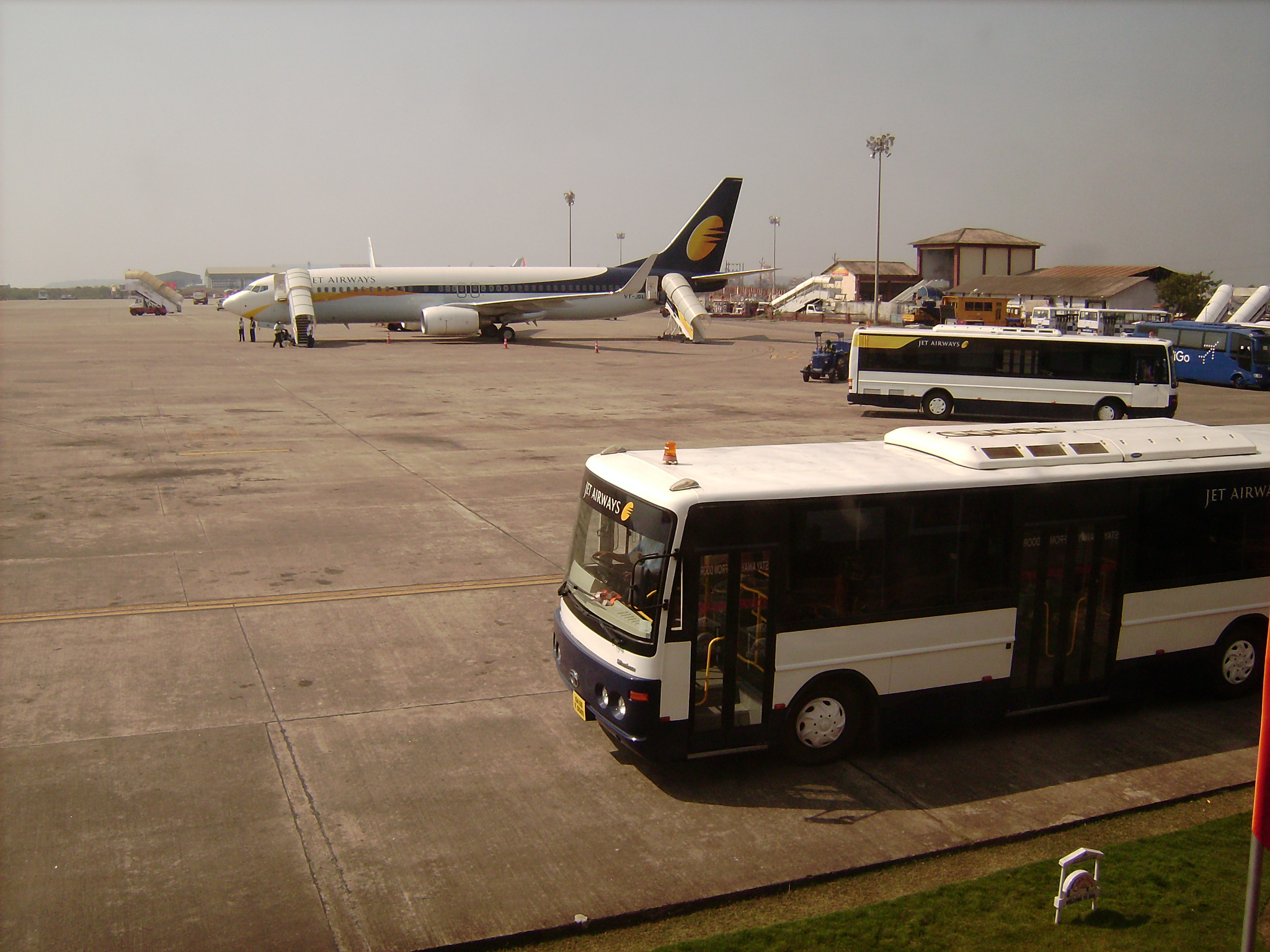
جت ایرویز vehicles at Dabolim

| شرکت‌های هواپیمایی                 | مقصدهای پروازی |
| --------------------------------- | --- |
| آئروفلوت اجرا توسط روسیه ایرلاینز | فصلی: ونوکووا |
| ایر عربیا                         | شارجه |
| ایر ایندیا                        | بنگالورو، چنای، ایندیرا گاندی، دوبی، راجیو گاندی، کویت، چاتراپاتی شیواجی، مسقط، پون |
| ایراژیا هند                       | بنگالورو، ایندیرا گاندی، راجیو گاندی |
| Azur Air                          | چارتر فصلی: قازان، دوموده‌دوو، استریگینو (آغاز از ۲۷ اکتبر ۲۰۱۷), روستوف-نا-دونو، کورومچ، پالکوو (آغاز از ۲۷ اکتبر ۲۰۱۷), اوفا، کولتسوو                                                                         |
| بریتیش ایرویز                     | فصلی: گاتویک (آغاز از ۲۸ نوامبر ۲۰۱۷) |
| فن‌ایر                             | فصلی: هلسینکی (آغاز از ۲۹ نوامبر ۲۰۱۷) |
| GoAir                             | سردار ولابهبهی پتل، بنگالورو، چندی‌گر، ایندیرا گاندی، راجیو گاندی، چاتراپاتی شیواجی، دکتر باباساهب آمبدکار |
| ایندی‌گو                           | سردار ولابهبهی پتل، بنگالورو، چندی‌گر، چنای، ایندیرا گاندی، لوکپریرا گوپیناز بوردولوئی، راجیو گاندی، دیوی اهیلیابای هولکار، نتاجی سبهاش چندر بوس، مادوری، چاتراپاتی شیواجی، لوک نایاک جایاپراکاش، راجپور، بنارس |
| هواپیمایی ماهان                   | فصلی: امام خمینی |
| نوردویند ایرلاینز                 | فصلی: تولمچوا، یملیانو |
| عمان ایر                          | مسقط |
| هواپیمایی قطر                     | حمد |
| روسیه ایرلاینز                    | فصلی: ونوکووا |
| رویال فلایت                       | فصلی: شرمتیوو |
| اسپایس‌جت                          | سردار ولابهبهی پتل، بنگالورو، چنای، ایندیرا گاندی، راجیو گاندی، جایپور، نتاجی سبهاش چندر بوس، چاتراپاتی شیواجی، پون، Surat                                                                                     |
| Thomas Cook Airlines              | فصلی: گاتویک، منچستر |
| Thomson Airways                   | فصلی: بیرمنگام (آغاز از ۹ نوامبر ۲۰۱۷)، گاتویک، منچستر |
| TruJet                            | بنگالورو، چنای، راجیو گاندی، راجا هموندری |
| ویستارا                           | ایندیرا گاندی، چاتراپاتی شیواجی |

### باری
| شرکت‌های هواپیمایی | مقصدهای پروازی                                                                    |
| ----------------- | --------------------------------------------------------------------------------- |
| بلو دارت اوییشن   | سردار ولابهبهی پتل، ایندیرا گاندی، نتاجی سبهاش چندر بوس، چاتراپاتی شیواجی، اماوسی |
| فدکس اکسپرس       | دوبی                                                                              |